# Тегульдетське сільське поселення
Тегульде́тське сільське поселення (рос. Тегульдетское сельское поселение) — сільське поселення у складі Тегульдетського району Томської області Росії.
Адміністративний центр — село Тегульдет.
Населення сільського поселення становить 4259 осіб (2019; 4821 у 2010, 5433 у 2002).
Станом на 2002 рік існували Тегульдетська сільська рада (село Тегульдет, присілки Байгали, Куяновська Гар), Центрополігонська сільська рада (селище Центрополігон) та Четська сільська рада (селища Покровський Яр, Четь-Конторка).

## Склад
До складу сільського поселення входять:
| Населений пункт          | Населення, осіб (2002) | Населення, осіб (2010) |
| ------------------------ | ---------------------- | ---------------------- |
| Байгали, присілок        | 88                     | 52                     |
| Куяновська Гар, присілок | 83                     | 56                     |
| Покровський Яр, селище   | 101                    | 63                     |
| Тегульдет, село          | 4787                   | 4385                   |
| Центрополігон, селище    | 138                    | 82                     |
| Четь-Конторка, селище    | 238                    | 183                    |